# 云龙天池
云龙天池也称暑海子、高海子，位于中国云南省大理白族自治州云龙县县城西南22公里的五宝山顶，为一断层湖泊，湖口海拔2551米，湖长1.28公里，宽1公里，形状类似一个芒果，面积1.28平方公里。1979年改造成为水库，1981年完成，总库容1060万立方米，有效库容688万立方米。天池有9条溪水汇入，径流面积11.25平方公里。仅在湖东岸有一出水口，由西向东注入澜沧江支流沘江。天池四周环山，植物群落多样，拥有良好的高原湖泊生态环境。1983年成为云南省级自然保护区。2012年成为国家级自然保护区。